# Jean-Baptiste Bachimont
Jean-Baptiste Bachimont (né le 2 mars 1770 à Maninghem et mort le 3 novembre 1819 à Vannes) est un militaire français des XVIIIe et XIXe siècles. Il combat le régime instauré par la Révolution française et participe activement à la lutte au côté des royalistes au sein de la chouannerie. Au moment de la Restauration, il est reconnu en tant qu'officier et reçoit de Louis XVIII une pension.

## Biographie
Jean-Baptiste Bachimont nait le 2 mars 1770 à Maninghem, en Artois (département du Pas-de-Calais). Il est baptisé le lendemain 3 mars, son père étant absent. La correspondance du duc d'Enghien le dit né en septembre 1770, erreur reprise par M. Prevost.
Il appartient à une famille modeste : son père Antoine Bachimont exerce la profession de berger. Son frère, Jean-François Joseph, est également berger lors du décès de leur mère Marie Madeleine Triquet en 1812 à Maninghem.
Jean-Baptiste Bachimont émigre en Allemagne le 19 ou le 29 octobre 1793 au moment de la Terreur dans le Nord-Pas-de-Calais. Au mois de décembre suivant, il sert comme volontaire dans le régiment Loyal-Émigrant, et s'illustre en tant que combattant aux Pays-Bas.
Il sert comme sous-officier, de 1795 à 1797, dans la compagnie du Loyal-Émigrant, détachée pour combattre dans le Morbihan en participant à l'expédition de Quiberon en 1795.
Selon un ouvrage britannique, Jean-Baptiste Bachimont était un homme de petite taille. Il semble qu'il ait fondé une famille : à l'époque où il était en Angleterre, il avait un fils qui allait à l'école à Londres.
Il meurt à Vannes le 3 novembre 1819.

## Combats en Bretagne
Jean-Baptiste Bachimont est considéré comme un des principaux personnages des insurrections de l'Ouest pendant la Révolution française entre 1800 et 1815.
Il est dit officier de Georges Cadoudal, célèbre général chouan, de 1795 à 1800.
Malgré l'échec de l'expédition de Quiberon, Jean-Baptiste Bachimont demeure en Bretagne. En décembre 1795, il est devant Muzillac et participe en janvier 1796 à la bataille de Muzillac. Il fait partie des troupes qui repoussent la garnison républicaine. Il s'agit d'une des premiers combats des anciens du régiment Loyal-Émigrant au sein de la chouannerie.
Il est ensuite retrouvé en tant qu'adjoint à l'état-major général des chouans comme chef des correspondances avec rang de chef de bataillon de 1798 à 1801. En relations constantes avec Pierre Guillemot, dit le Roi de Bignan,  Bachimont fait partie en mai 1801 de son entourage proche. Pierre Guillemot lui confie son fils Julien Guillemot à diverses occasions : Bachimont est une des trois personnes présentes lors de la première communion de Julien Guillemot.
Lors de la dislocation de la chouannerie, Jean-Baptiste Bachimont, toujours présent en Bretagne, a failli être fait prisonnier par les républicains en même temps que le lieutenant-colonel Gomez, de la légion de Bignan à Saint-Jean-Brévelay. Les gendarmes sont renseignés sur leur présence et les poursuivent avec force coups de fusil. Gomez atteint à la cuisse ne peut plus fuir. Bachimont blessé au bras a plus de chance. Toutefois, il passe  un temps pour mort selon un administrateur de la Bretagne, nommé Julien, dans une lettre adressé au ministre de la police en 1802.
En 1802, Cadoudal, réfugié en Angleterre, obtient des Anglais que ceux-ci accueillent les officiers chouans les plus compromis. 60 d'entre eux vont y parvenir en passant par Guernesey et Jersey. Cadoudal va venir leur rendre visite à Rumsey, près de Southampton, dans le Hampshire. Bachimont en fait partie,. Selon leur grade, les officiers touchent entre 2 et 6 shillings par jour.
Pendant les Cent-Jours, il combat de nouveau en Bretagne contre les partisans de Napoléon Ier, sous les ordres de Louis de Sol de Grisolles. Avec les autres anciens de Bretagne, il lève des hommes et favorise l'insurrection contre l'empereur.
Pierre Guillemot avait reçu en 1795 un des drapeaux ramenés d'Angleterre par les émigrés débarqués en Bretagne. Il l'emmena avec lui en Angleterre en 1802. Il le confia à Jean Bachimont qui le ramène en Bretagne en 1814 et le rend à Julien Guillemot. Le drapeau est  utilisé lors de la cérémonie d'inauguration des monuments élevés à la mémoire des victimes de Quiberon le 15 octobre 1829.

## Officier du roi
Jean-Baptiste Bachimont fait partie de l'état-major de Louis de Sol de Grisolles en 1814-1815.
En août 1815, Louis XVIII ordonne la dissolution de tous les corps irréguliers qui ont été formés dans l'intérêt de la cause royale. Ses représentants en Bretagne et en Vendée déclarent que le roi est prêt à reclasser dans les armées ceux qui souhaitent prendre du service. Jean-Baptiste Bachimont fait partie des officiers qui demandent à obtenir légalement le titre militaire conquis sur le terrain. On leur répond que les cadres des régiments sont au complet, que nombre de combattants de Bretagne et de Vendée ont demandé et obtenu leur reclassement, qu'ils arrivent trop tard et qu'on ne peut leur accorder réparation ou indemnité. En conséquence, 28 officiers dont Bachimont s'adressent au roi le 25 août 1815 pour demander confirmation des brevets accordés lors des combats. Louis XVIII renvoie l'affaire à son conseil des ministres. Celui-ci les met en retraite avec des grades inférieurs, et refuse de tenir compte de leurs années de campagne sous le drapeau blanc,.
Les personnes concernées ne pouvaient en rester là. En 1816, Bachimont signe la pétition des anciens officiers de la chouannerie demandant au roi des pensions. Il est finalement maintenu dans le grade de chef de bataillon ou reconnu capitaine et reçoit une pension de 600 francs.
Un répertoire de bio-bibliographie bretonne dresse la courte notice suivante à son sujet :

« Bachimont, Jean. --officier chouan du Morbihan, chef des courriers de Guillemot, le roi de Bignan, en 1798, signe en 1816 comme chef de bataillon, la pétition des anc. offic. de la Chouannerie et est admis comme capitaine à une pension de retraite de 600 fr. Je ne sais s'il était breton »

## Distinction
À une date inconnue, Jean-Baptiste Bachimont est admis chevalier dans l'ordre royal et militaire de SaInt-Louis.